# Pan-Amerikaans kampioenschap voetbal
Het Pan-Amerikaans kampioenschap voetbal was een voetbaltoernooi dat georganiseerd werd door de Panamerican Football Confederation om de vier jaar van 1952 tot 1960. Omdat het belangrijkste toernooi van de Amerika's, het Zuid-Amerikaans kampioenschap (later Copa América) enkel toegankelijk was voor teams uit Zuid-Amerika werd dit toernooi opgericht, waar ook teams uit Noord-Amerika aan deel konden nemen.

## Overzicht
| Zuid-Amerikaans voetbalkampioenschap | Zuid-Amerikaans voetbalkampioenschap | Zuid-Amerikaans voetbalkampioenschap | Zuid-Amerikaans voetbalkampioenschap | Zuid-Amerikaans voetbalkampioenschap | Zuid-Amerikaans voetbalkampioenschap |
| Jaar                                 | Gastland                             | Winnaar                              | Finalist                             | 3de plaats                           | 4de plaats                           |
| ------------------------------------ | ------------------------------------ | ------------------------------------ | ------------------------------------ | ------------------------------------ | ------------------------------------ |
| 1952                                 | Chili                                | Brazilië                             | Chili                                | Uruguay                              | Peru                                 |
| 1956                                 | Mexico                               | Brazilië                             | Argentinië                           | Costa Rica                           | Peru                                 |
| 1960                                 | Costa Rica                           | Argentinië                           | Brazilië                             | Mexico                               | Costa Rica                           |

## Statistieken
| Land       | 1e | 2e | 3e | 4e |
| ---------- | -- | -- | -- | -- |
| Brazilië   | 2  | 1  | 0  | 0  |
| Argentinië | 1  | 1  | 0  | 0  |
| Chili      | 0  | 1  | 0  | 0  |
| Costa Rica | 0  | 0  | 1  | 1  |
| Mexico     | 0  | 0  | 1  | 0  |
| Uruguay    | 0  | 0  | 1  | 0  |
| Peru       | 0  | 0  | 0  | 2  |

Chili 1952 · 
Mexico 1956 · 
Costa Rica 1960